# N-metilkoniin
Az N-metilkoniin a koniinhez hasonló színtelen, olajszerű folyadék. l- és d-izomerje van; az utóbbi kis mennyiségben megtalálható a foltos bürök (Conium maculatum) mérgében.

## Fordítás
Ez a szócikk részben vagy egészben  a   N-Methylconiine című angol Wikipédia-szócikk fordításán alapul.  Az eredeti cikk szerkesztőit annak laptörténete sorolja fel. Ez a jelzés csupán a megfogalmazás eredetét és a szerzői jogokat jelzi, nem szolgál a cikkben szereplő információk forrásmegjelöléseként.

## Külső hivatkozások
- Information on hemlock from the University of Bristol